# Alexandra Petrowna Panowa
Alexandra Petrowna Panowa (russisch Александра Петровна Панова; * 14.jul. / 26. Mai 1899greg. in Moskau; † 8. Oktober 1981 ebenda) war eine russische bzw. sowjetische Schauspielerin und Synchronsprecherin.

## Biografie
Panowa entstammte einer Angestelltenfamilie. 1916 schloss sie das Privatgymnasium mit Auszeichnung ab und ließ sich in den anschließenden drei Jahren zur Schauspielerin ausbilden. Bis 1934 trat sie für unterschiedliche Bühnen auf, u. a. am Freien Theater Leningrad und der Moskauer Philharmonie. Auch im Bereich des Musicals und am Satiretheater Moskau war Panowa aktiv. Anschließend spielte sie zwei Jahre am Theater des Gewerkschaftsbundes und fand danach bis 1945 am Großen Dramatheater in Leningrad eine langfristige Anstellung. Hier wirkte sie auch als Schauspiellehrerin und Regisseurin, u. a. mit einer Inszenierung von Wanjuschins Kinder. Nach dem Deutsch-Sowjetischen Krieg wechselte die dunkelhaarige Mimin an das Moskauer Theaterstudio der Kinodarsteller in Moskau und spielte dort bis zu ihrem Renteneintritt im Mai 1964.
Vor die Kamera trat Panowa erstmals 1941 für die Lenfilmproduktion Отец и сын (Otez i syn), war aber erst nach dem Krieg regelmäßig auf der Leinwand und im Fernsehen präsent. Liebe siegt (1947) war ihr erster Erfolg. Die nachfolgenden Projekte standen oftmals dem Dramengenre nahe, so etwa Sujet für eine Kurzgeschichte (1969), in dem die Moskauerin Anton Tschechows Mutter spielte. Mit zunehmendem Alter gab sie aber auch Rollen für ein jüngeres Publikum, z. B. als Gräfin Kirsche in Tschipollino (1973). Ihre letzte Rolle spielte Panowa noch im Jahr ihres Todes im Melodram Всем - спасибо! (Wsem – spasibo!). Außerdem war sie in den russischsprachigen Fassungen zahlreicher Produktionen aus den Unionsrepubliken und dem Ausland sowie auch in Animationsfilmen als Synchronsprecherin zu hören. Zu Letzteren gehörten auch Werke von Dmitri Naumowitsch Babitschenko, Roman Katschanow, Iwan Semjonowitsch Aksentschuk und Juri Alexandrowitsch Prytkow.
Für ihre Arbeit am Großen Dramatheater in Leningrad wurde sie mehrfach vom örtlichen Komitee der Künste prämiert und erhielt 1940 auch den Titel Verdiente Künstlerin der RSFSR.

## Theaterarbeit (Auswahl)

### Großes Dramatheater Leningrad
- Kleinbürger (Meschtschane) – von Maxim Gorki
- Der Mann mit dem Gewehr (Tschelowek s ruschjem) – von Nikolai Pogodin
- Sommergäste (Datschniki) – von Maxim Gorki
- Glockenspiel des Kremls (Kremljowskije kuranty) – von Nikolai Pogodin
- Наших днях (Naschich dnjach) – von Sergei Gerassimow
- Cornelius – von John Boynton Priestley
- Русские люди (Russkije ljudi) – von Konstantin Simonow
- Дворянское гнездо (Dworjanskoje gnesdo) – nach Iwan Turgenews Das Adelsnest
- Wölfe und Schafe (Wolki i owzy) – von Alexander Ostrowski

### Theaterstudio der Kinodarsteller
- Wanjuschins Kinder (Deti Wanjuschina) – von Sergei Alexandrowitsch Naidjonow (auch Regie)
- Mädchen ohne Mitgift (Bespridanniza) – von Alexander Ostrowski
- Pasuchins Tod (Smert Pasuchina) – von Michail Saltykow-Schtschedrin
- Дядюшкин сон (Djadjuschkin son) – nach Fjodor Dostojewski Onkelchens Traum
- Das Mandat (Mandat) – von Nikolai Erdman

## Filmografie (Auswahl)

### Darstellerin
- 1947: Liebe siegt (Starinny wodewil)
- 1948: Die junge Garde (Molodaja gwardija)
- 1950: Fern von Moskau (Daleko ot Moskwy)
- 1951: Ritter des goldenen Sterns (Kawaler Solotoi Swesdy)
- 1952: Aus dem Tagebuch einer Ärztin (Selski wratsch)
- 1955: Bewegte Jugend (Trewoschnaja molodost)
- 1957: Frühe Freuden (Perwyje radosti)
- 1959: Freundinnen (Swerstnizy)
- 1960: Ich hab’ dich lieb, Serjoscha (Serjoscha)
- 1960: Auferstehung (Woskresenije)
- 1964: Das Märchen von der verlorenen Zeit (Skaska o poterjannom wremeni)
- 1969: Sujet für eine Kurzgeschichte (Sjuschet dlja nebolschogo rasskasa)
- 1972: Ruslan und Ljudmila (Ruslan i Ljudmila)
- 1976: … alles schnuppe (Tryn-trawa)

### Synchronsprecherin
- 1946: Loviisa, Niskavuoren nuori emäntä – für Maija Nuutinen
- 1946: Skarb – für Wanda Jakubinska
- 1953: Tag des Zorns (A harag napja) – für Anna Tõkés
- 1954: Der Graf von Monte Christo (Le Comte de Monte-Cristo) – für Made Siamé
- 1954: Eine verdächtige Person (Sumnjiwo lize) – für Nevenka Mikulic
- 1954: Das geheimnisvolle Wrack – für Erika Dunkelmann
- 1955: Der Tod eines Radfahrers (Muerte de un ciclista)
- 1956: Нaengbog-ui gil – für Churyeon Song
- 1956: Ich suche Dich – für Hilde Wagener
- 1957: Guten Tag, Herr Doktor! (Bonjour toubib!) – für Berthe Bovy
- 1958: A Cry from the Streets
- 1958: Die Rache (La venganza)
- 1958: Der zweigesichtige Spiegel (Le miroir à deux faces)
- 1959: Ehesache Lorenz – für Mathilde Danegger
- 1959: Streit um Basie (Awantura o Basię) – für Janina Macherska
- 1960: Die Probe geht weiter (Zkouška pokračuje) – für Heda Marková
- 1960: Ich will nicht heiraten (Nu vreau sa ma însor)
- 1960: Abenteuer am Mississippi (The Adventures of Huckleberry Finn)
- 1960: Simitrio – für Emma Roldán
- 1960: Машенька и Медведь (Maschenka i Medwed) (Animationsfilm)
- 1962: Tanz am Sonnabend – Mord? – für Meta Schaffner
- 1962: Ein Goldmensch (Az aranyember)
- 1963: Ühe katuse all – für Elsa Ratassepp
- 1963: Gestern, heute und morgen (Ieri, oggi e domani) – für Tina Pica
- 1963: Tri zlaté vlasy deda Vseveda – für Jarmila Kurandová
- 1964: Die goldene Gans – für Karen Fredersdorf
- 1967: Der Erpresser in kurzen Hosen (Bicz boży) – für Maria Kaniewska
- 1968: Serafino
- 1971: Goya